# Remington Modelo Cuatro
El Remington Modelo Cuatro es un fusil semiautomático fabricado por Remington Arms desde 1981 hasta 1988. 

## Descripción
Es accionado por los gases del disparo y tiene una culata de nogal con acabado brillante. Al contrario de la mayoría de fusiles Remington, el Modelo Cuatro deletrea el número en vez de usar una cifra y es publicitado como el Modelo Cuatro, no el Modelo 4.
Junto al Modelo 7400, el Modelo Cuatro es esencialmente un rediseño del Modelo 742. Algunas de las mejoras incluyen una acción con movimiento más suave y un cerrojo más fuerte.

## Variantes
Modelo Cuatro Edición Coleccionista
En 1982, se produjeron 1.500 fusiles Edición Coleccionista. Este modelo especial fue calibrado exclusivamente para el cartucho .30-06 Springfield y tenía un cajón de mecanismos grabado, incrustaciones de oro de 24K y un acabado de alto brillo.